# قبس أخضر
قبس أخضر (الاسم العلمي:Phlox viridis) هو نوع من النباتات يتبع جنس القبس من الفصيلة البولامونية.